# Pellidiscus pezizoideus
Pellidiscus pezizoideus är en svampart som först beskrevs av Ellis & Everh., och fick sitt nu gällande namn av Ginns & M.N.L. Lefebvre 1993. Pellidiscus pezizoideus ingår i släktet Pellidiscus och familjen Inocybaceae.   Inga underarter finns listade i Catalogue of Life.